# Adam Smith
Adam Smith, FRS, FRSE, FRSA, škotski moralni filozof, akademik in politični ekonomist, * 16. junij 1723, Kirkcaldy, Škotska, † 17. julij 1790, Edinburg.

## Življenje
Manj znano dejstvo o Smithu je, da je bil zaščitnik Henrya Moyesa, slepega otroka, in mu omogočil, da je postal eden najpomembnejših kemikov svojega časa. 

## Delo
Smith je bil pionir v raziskavah zgodovinskega razvoja industrije in trgovine v Evropi. Njegovo delo je omogočilo nastanek sodobne akademske discipline - ekonomije.
Bil je član Kraljeve družbe, Kraljeve družbe iz Edinburga in Kraljeve družbe umetnosti.

## Neoliberalne interpretacije
Adam Smith je - predvsem s strani čikaške šole neoliberalnih zagovornikov klasičnega liberalizma in nasprotnikov Keynesianizma - predstavljan kot zagovornik brezkompromisne privatizacije, deregulacije in vere v nevidno roko, ki naj bi bila boljši gospodar narodnega bogastva kot je to lahko katerakoli državna oziroma javna uprava. 
Iz neoliberalnih interpretacij pa so izpuščena opozorila Adama Smitha glede neenake pogajalske moči pri postavljanju cene mezde in kapitala, kar vodi - ob umanjkanju regulacije in ob odsotnosti moči sindikatov - v nesorazmerno zniževanje plač (mezd):
»Proti povezovanju z namenom, da bi se cena (mezde op.a.) znižala, nimamo nobenega parlamentarnega zakona; proti povezovanju z namenom, da bi se vzdignila, pa jih imamo veliko. Pri vseh takšnih sporih lahko precej dlje vztrajajo delodajalci. Zemljiški posestnik, zakupnik, lastnik manufakture, trgovec lahko večinoma živijo leto ali dve od sredstev, ki so si jih že pridobili, ne da bi zaposlili enega samega delavca. Brez službe številni delavci ne bi preživeli niti en teden, nekaj bi jih zdržalo kak mesec skoraj nobeden pa ne bi moral shajati vse leto.«

## Dela
- The Theory of Moral Sentiments (1759) - Teorija moralnih občutkov
- The Wealth of Nations (1776) - Bogastvo narodov (prevedel Bogdan Gradišnik, Studia Humanitatis, 2010)
- Essays on Philosophical Subjects (posthumna izdaja 1795)